# Музей Чапел-Хилла
Музей Чапел-Хилла (англ. Chapel Hill Museum) ― ныне не существующий краеведческий музей города Чапел-Хилл, штат Северная Каролина, США. Основан в 1996 году по инициативе Комитета празднования двухсотлетия города Чапел-Хилл. В течение первых десяти лет с момент своего учреждения музей Чапел-Хилла в среднем ежегодно посещали более 20 000 человек; также каждый год музей предоставлял образовательные программы для более чем 3500 студентов. Музей был закрыт в июле 2010 года.
Официальная миссия музея заключалась в следующем: «сохранять, представлять и объяснять историю и культуру нашего города, нашего государства и нашего региона. Музей является достоянием общественности: здесь проводятся выставки, образовательные программы, семинары и прочие культурные мероприятия».

## История
Здание, в котором был расположен музей, было построено по проекту северокаролинского архитектора Дона Стюарта в 1968 году. Тогда же здесь расположилась публичная библиотека Чапел-Хилла. Хотя здание выполнено в современном стиле, в нём также можно встретить некоторые элементы, характерные для архитектуры Чапел-Хилла XIX века, такие как каменная кладка или пышная растительность вокруг строения.
После того, как в городе на улице Эстес-драйв было возведено новое здание библиотеки, в старом доме размещался офис Исторического общества Чапел-Хилла.
На верхнем этаже располагалось два галерейных пространства, сувенирный магазин, кабинет директора, комната для волонтёров, кухня и мастерская. На нижнем этаже находились комната для совещаний, кабинеты Исторического общества, а также архив и хранилище музейных экспонатов.